# Paweł Chrupek

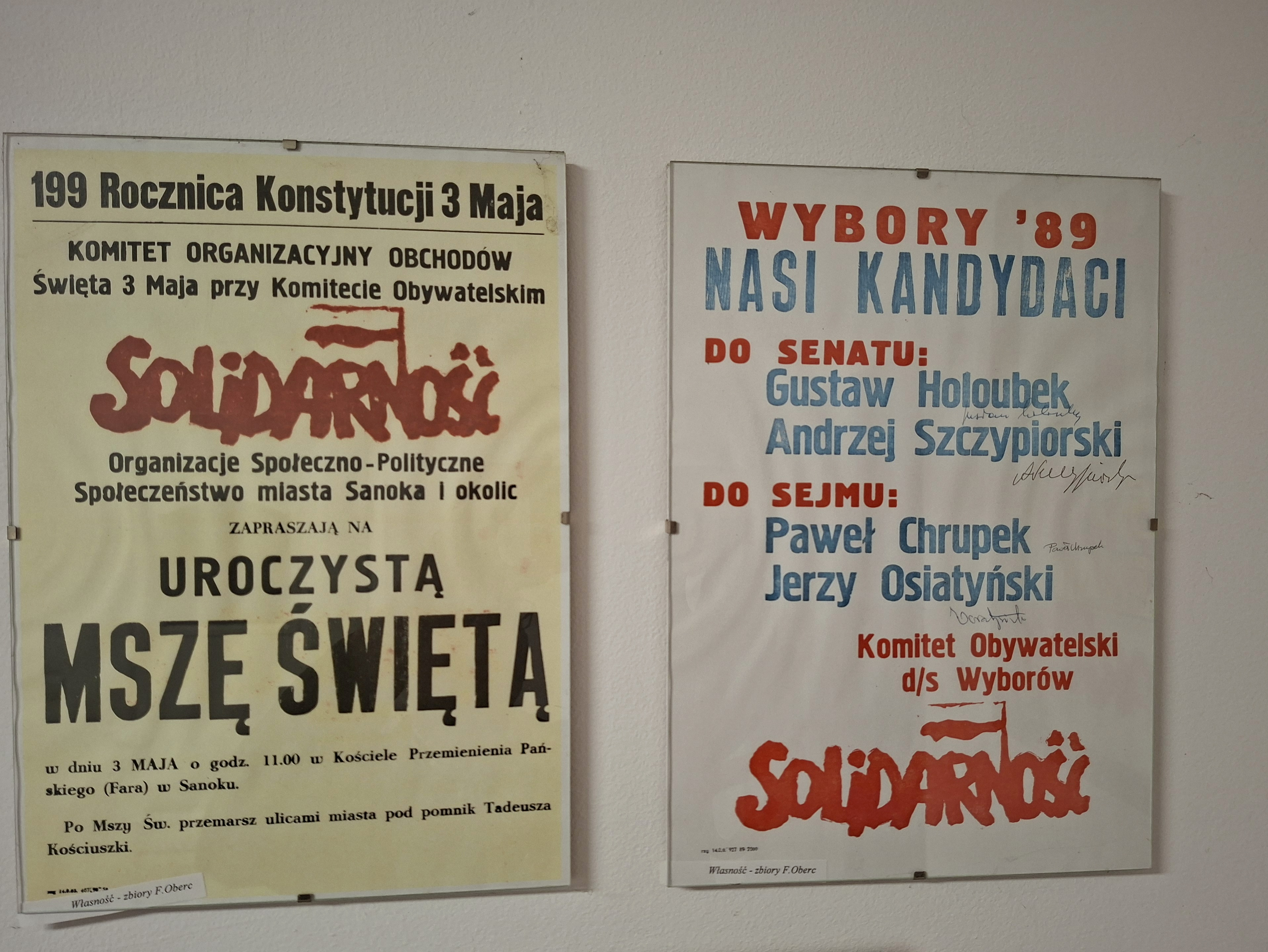
Plakat z wyborów w 1989

Paweł Maria Chrupek (ur. 4 lutego 1955 w Gliwicach) – polski polityk, rolnik indywidualny, poseł na Sejm X kadencji (1989–1991).

## Życiorys
Ukończył w 1979 studia na Akademii Rolniczej w Krakowie. Zajął się prowadzeniem wielkoobszarowego indywidualnego gospodarstwa rolnego w Haczowie. Członek Niezależnego Samorządnego Związku Zawodowego Rolników Indywidualnych „Solidarność”.
W wyborach parlamentarnych w 1989 uzyskał mandat nr 204 Sejmu PRL X kadencji w okręgu wyborczym nr 51, startując z ramienia Komitetu Obywatelskiego. W trakcie kadencji zasiadał w pięciu komisjach stałych, należał do Obywatelskiego Klubu Parlamentarnego. W latach 90. był głównym specjalistą Agencji Własności Rolnej Skarbu Państwa. Działał w Stronnictwie Konserwatywno-Ludowym, jako jego członek w latach 1998–2002 z ramienia Akcji Wyborczej Solidarność zasiadał w radzie powiatu brzozowskiego, a w 2001 bez powodzenia kandydował do Sejmu z listy Platformy Obywatelskiej. W 2004 został członkiem Partii Centrum. Kilka lat później przystąpił do reaktywowanego SKL, zasiadł w komitecie politycznym tego ugrupowania.